# 16019 Edwardsu
16019 Edwardsu è un asteroide della fascia principale. Scoperto nel 1999, presenta un'orbita caratterizzata da un semiasse maggiore pari a 2,3847284 UA e da un'eccentricità di 0,1377865, inclinata di 6,52682° rispetto all'eclittica.